# Stanisław Rajmund Jezierski
Stanisław Rajmund Jezierski herbu Nowina OP (ur. 1698, zm. przed 28 kwietnia 1782) – polski biskup rzymskokatolicki, dominikanin, biskup bakowski (od 1751 r. rezydencja w Śniatynie), dziekan kapituły katedralnej lwowskiej w 1764 roku, kustosz kapituły katedralnej lwowskiej w 1759 roku, oficjał lwowski w 1753 roku, kanonik kapituły katedralnej lwowskiej w 1751 roku.
W młodości wstąpił do zakonu dominikanów. Został następnie skierowany na studia specjalistyczne do Krakowa i Florencji z zakresu filozofii i teologii. Po ich ukończeniu wrócił do Polski, gdzie wykładał w Krakowie i Lublinie. W latach 1729–1730 i 1737–1738 był przeorem lubelskiego klasztoru oraz znanym kaznodzieją i rektorem krakowskiego studium generalnego (1734–1736).
26 lutego 1734 r. został mianowany przez króla Augusta III Sasa biskupem bakowskim. Papież Klemens XII potwierdził ją 20 grudnia 1737 r. Sakrę biskupią otrzymał 4 maja 1738 r. w Kielcach.
Po wizytacji diecezji w 1741 r., ze względu na skomplikowaną sytuację polityczną przeniósł rezydencję biskupią z Bakowa do Śniatynia (1760). Troszczył się o potrzeby materialne diecezji. Rezydował głównie we Lwowie, gdzie był kanonikiem kapituły katedralnej i oficjałem sądu oraz archidiakonem lubelskim. Przypisuje mu się odnowę życia religijnego w diecezji bakowskiej, na której rzecz postulował w sejmie właściwe uposażenie w 1746 r.
Pochowany w kościele klasztornym dominikanów Bożego Ciała we Lwowie. 